# Zofia Kurmanowa
Zofia Kurmanowa z d. Wiśniewska (ur. w 1872, zm. 5 października 1944 we Włochach) – polska nauczycielka, założycielka i wieloletnia dyrektorka gimnazjum i liceum żeńskiego z siedzibą w Warszawie.

## Życiorys

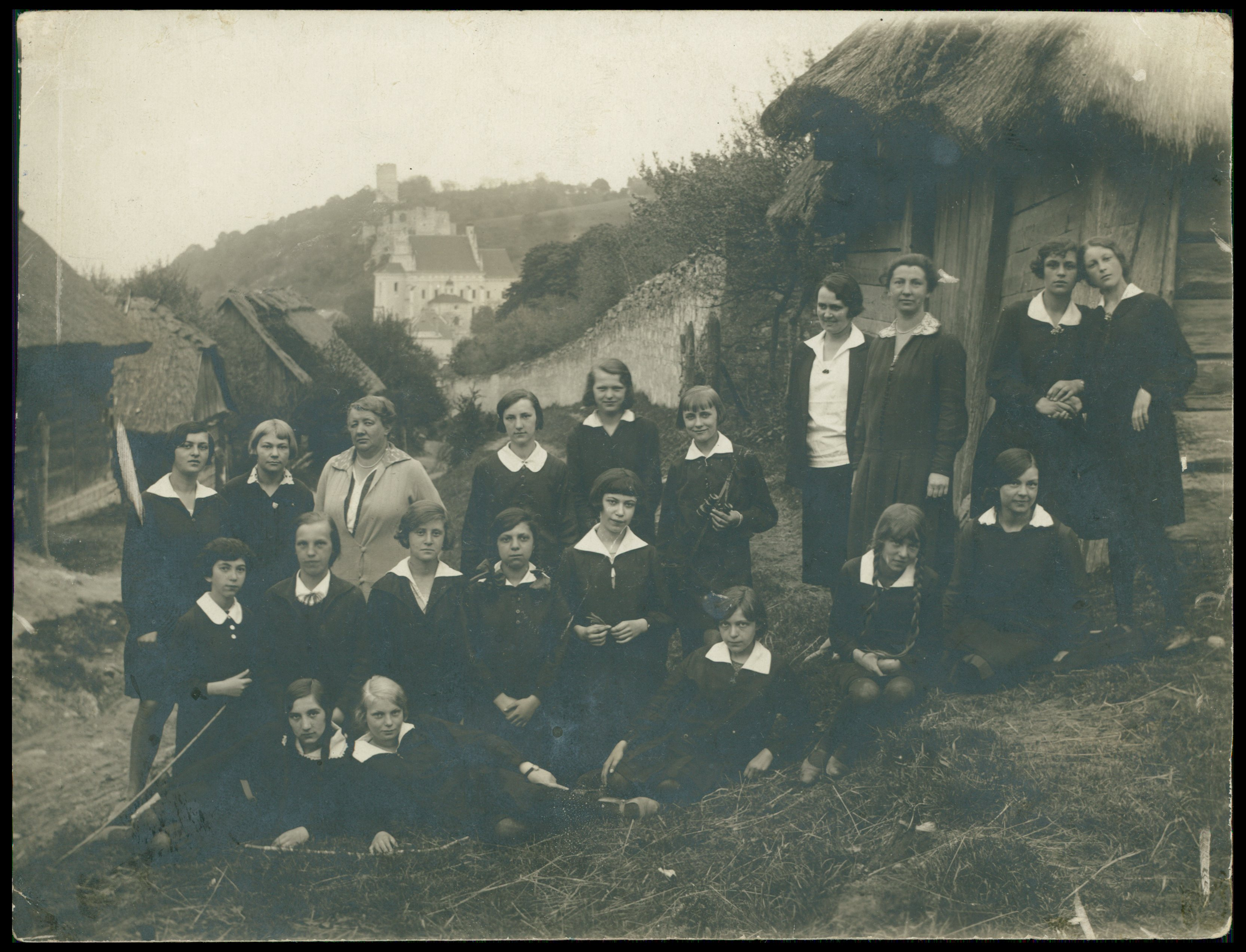
Zofia Kurmanowa (drugi rząd, druga od lewej) wraz z uczennicami szkoły podczas wycieczki do Kazimierza Dolnego (ok. 1935 roku)

Pochodziła z rodziny bogatych warszawskich spedytorów. Po ukończeniu II gimnazjum rosyjskiego, konserwatorium w klasie fortepianu oraz trzyletniej nauce na tzw. Uniwersytecie Latającym wyjechała na studia do Paryża, gdzie kształciła się na Sorbonie. Tam zaprzyjaźniła się z Martą Contaut, która namówiła ją do powrotu do Polski oraz otwarcia szkoły żeńskiej. Było to możliwe dopiero otrzymaniu państwowego świadectwa nauczycielskiego, które Kurmanowa uzyskała w 1903 roku. Wkrótce potem otworzyła dwuklasową szkołę średnią, mieszczącą się w Warszawie: najpierw przy Al. Jerozolimskich 21, a następnie przy ul. Kruczej 42.
Do szkoły uczęszczały uczennice zarówno z Warszawy i okolic, jak również z m.in. z Litwy, Wołynia, Podola i Kujaw. Były to córki ziemian, a także dziewczęta pochodzące z rodzin inteligenckich, kupieckich, rzemieślniczych, chłopskich oraz żydowskich. Kiedy w 1907 roku szkoła przeniosła się do budynku przy ul. Brackiej 9, placówka liczyła już 450 uczennic. Była znana pod nazwą "Gimnazjum Zofii z Wróblewskich Kurmanowej" (GWZK) i należała do najbardziej renomowanych warszawskich pensji. W okresie zaboru rosyjskiego część kształcenia odbywała się w systemie tajnym, pod pozorem m.in. nauki robót ręcznych. W 1908 roku szkoła uzyskała pozwolenie na uruchomienie 8 klas, a w 1917 roku miały miejsce pierwsze w historii placówki matury.
Po odzyskaniu przez Polskę niepodległości, w roku szkolnym 1919/1920 szkoła otrzymała uprawnienia państwowe. Kurmanowa zaczęła czynić starania, aby wybudować na potrzeby szkoły dom poza Warszawą, celem poprawy stanu zdrowia uczennic. Starania te doprowadziły do zakupu w 1934 roku na ten cel parceli w Józefowie-Rycicach oraz budowy obszernego, drewnianego budynku. Wcześniej, bo w 1933 roku nauczycielka została odznaczona Złotym Krzyżem Zasługi. 
W 1936 roku, z uwagi na postępującą chorobę Parkinsona, Kurmanowa zrezygnowała z kierowania szkołą, przekazując funkcję Lucynie Kalińskiej. Po klęsce kampanii wrześniowej szkoła została wyrzucona ze swej siedziby przy ul. Brackiej, wobec czego schorowana nauczycielka musiała opuścić zajmowane tamże mieszkanie. Przeniosła się na Mokotów, na ul. Naruszewicza, gdzie mieszkała aż do wybuchu powstania warszawskiego. Podczas walk piwnice, w których się ukrywa zostały dwukrotnie zasypane. Po upadku powstania wraz z ludnością cywilną wyszła z Warszawy. Chorą i ranną Kurmanową Niemcy wyrzucili z transportu. We Włochach trafiła pod opiekę miejscowego proboszcza oraz jednej z byłych uczennic. Tam też zmarła i została pochowana.
W maju 1947 roku jej ciało zostało wydobyte i przeniesione na Cmentarz Powązkowski w Warszawie (kw. 172, rz. IV, m. 6).